# Gradinje (Dimitrovgrad)
Pour les articles homonymes, voir Gradinje.
Gradinje (en serbe cyrillique : Градиње ; en bulgare : Градина) est un village de Serbie situé dans la municipalité de Dimitrovgrad, district de Pirot. Au recensement de 2011, il comptait 145 habitants.
Gradinje est situé sur la route européenne E80. Cette section est à quatre voies. Le passage à l'autoroute (autoroute serbe A4) a été mis en service en mars 2018.

## Démographie

### Évolution historique de la population
| 1948 | 1953 | 1961 | 1971 | 1981 | 1991 | 2002 | 2011 |
| ---- | ---- | ---- | ---- | ---- | ---- | ---- | ---- |
| 553  | 461  | 380  | 320  | 282  | 250  | 204  | 145  |

|  |